# Nicolò Martinenghi
Nicolò Martinenghi (Varese, 1 de agosto de 1999) es un deportista italiano que compite en natación, especialista en el estilo braza.
Participó en dos Juegos Olímpicos de Verano, obteniendo en total tres medallas, dos de bronce en Tokio 2020, en las pruebas de 100 m braza y 4 × 100 m estilos, y una de oro en París 2024, en 100 m braza.
Ganó ocho medallas en el Campeonato Mundial de Natación entre los años 2022 y 2025, y diez medallas en el Campeonato Mundial de Natación en Piscina Corta, en los años 2021 y 2022.
Además, obtuvo siete medallas en el Campeonato Europeo de Natación, en los años 2021 y 2022, y ocho medallas en el Campeonato Europeo de Natación en Piscina Corta, en los años 2021 y 2023.

## Palmarés internacional
| Juegos Olímpicos                    | Juegos Olímpicos      | Juegos Olímpicos  | Juegos Olímpicos        |
| Año                                 | Lugar                 | Medalla           | Prueba                  |
| ----------------------------------- | --------------------- | ----------------- | ----------------------- |
| 2020                                | Tokio (Japón)         | Medalla de bronce | 100 m braza             |
| 2020                                | Tokio (Japón)         | Medalla de bronce | 4 × 100 m estilos       |
| 2024                                | París (Francia)       | Medalla de oro    | 100 m braza             |
| Campeonato Mundial                  |                       |                   |                         |
| Año                                 | Lugar                 | Medalla           | Prueba                  |
| 2022                                | Budapest (Hungría)    | Medalla de oro    | 100 m braza             |
| 2022                                | Budapest (Hungría)    | Medalla de oro    | 4 × 100 m estilos       |
| 2022                                | Budapest (Hungría)    | Medalla de plata  | 50 m braza              |
| 2023                                | Fukuoka (Japón)       | Medalla de plata  | 100 m braza             |
| 2024                                | Doha (Catar)          | Medalla de plata  | 50 m braza              |
| 2024                                | Doha (Catar)          | Medalla de plata  | 100 m braza             |
| 2024                                | Doha (Catar)          | Medalla de bronce | 4 × 100 m estilos       |
| 2025                                | Singapur (Singapur)   | Medalla de plata  | 100 m braza             |
| Campeonato Mundial en Piscina Corta |                       |                   |                         |
| Año                                 | Lugar                 | Medalla           | Prueba                  |
| 2021                                | Abu Dabi (EAU)        | Medalla de oro    | 4 × 100 m estilos       |
| 2021                                | Abu Dabi (EAU)        | Medalla de plata  | 50 m braza              |
| 2021                                | Abu Dabi (EAU)        | Medalla de plata  | 100 m braza             |
| 2021                                | Abu Dabi (EAU)        | Medalla de bronce | 4 × 50 m estilos        |
| 2021                                | Abu Dabi (EAU)        | Medalla de bronce | 4 × 50 m estilos mixto  |
| 2022                                | Melbourne (Australia) | Medalla de oro    | 4 × 50 m estilos        |
| 2022                                | Melbourne (Australia) | Medalla de plata  | 50 m braza              |
| 2022                                | Melbourne (Australia) | Medalla de plata  | 100 m braza             |
| 2022                                | Melbourne (Australia) | Medalla de plata  | 4 × 50 m estilos mixto  |
| 2022                                | Melbourne (Australia) | Medalla de bronce | 4 × 100 m estilos       |
| Campeonato Europeo                  |                       |                   |                         |
| Año                                 | Lugar                 | Medalla           | Prueba                  |
| 2021                                | Budapest (Hungría)    | Medalla de bronce | 50 m braza              |
| 2021                                | Budapest (Hungría)    | Medalla de bronce | 4 × 100 m estilos       |
| 2021                                | Budapest (Hungría)    | Medalla de bronce | 4 × 100 m estilos mixto |
| 2022                                | Roma (Italia)         | Medalla de oro    | 50 m braza              |
| 2022                                | Roma (Italia)         | Medalla de oro    | 100 m braza             |
| 2022                                | Roma (Italia)         | Medalla de oro    | 4 × 100 m estilos       |
| 2022                                | Roma (Italia)         | Medalla de plata  | 4 × 100 m estilos mixto |
| Campeonato Europeo en Piscina Corta |                       |                   |                         |
| Año                                 | Lugar                 | Medalla           | Prueba                  |
| 2021                                | Kazán (Rusia)         | Medalla de oro    | 100 m braza             |
| 2021                                | Kazán (Rusia)         | Medalla de oro    | 4 × 50 m estilos        |
| 2021                                | Kazán (Rusia)         | Medalla de plata  | 4 × 50 m estilos mixto  |
| 2021                                | Kazán (Rusia)         | Medalla de bronce | 50 m braza              |
| 2023                                | Otopeni (Rumania)     | Medalla de oro    | 50 m braza              |
| 2023                                | Otopeni (Rumania)     | Medalla de oro    | 4 × 50 m estilos        |
| 2023                                | Otopeni (Rumania)     | Medalla de oro    | 4 × 50 m estilos mixto  |
| 2023                                | Otopeni (Rumania)     | Medalla de plata  | 100 m braza             |